# 안맹담
안맹담(安孟聃, 1415년 음력 12월 28일 ~ 1462년 음력 12월 25일)은 조선 전기의 문신이자 서예가이다. 세종과 소헌왕후의 딸 정의공주와 혼인하여 연창위(延昌尉)에 책봉되었다.

## 생애

### 출생과 가계
본관은 죽산(竹山)이며, 어릴적 이름은 오을미(吾乙未)이다.
1415년(태종 15년) 12월 28일, 아버지 함흥부윤(咸興府尹) 안망지(安望之)와 어머니 하양 허씨(河陽 許氏) 사이에서 태어났다.
안맹담은 고려 공민왕의 장인인 안극인(安克仁)의 증손자이며, 조부는 안숙로(安淑老)이다. 안극인의 딸인 공민왕비 정비 안씨(定妃 安氏)는 아버지 안망지의 고모이며, 고려 우왕의 제9비인 현비 안씨(賢妃 安氏)는 안숙로의 딸로, 안맹담의 고모이다.
어머니 하양 허씨는 허지신(許之信)의 딸이며, 장신택주(莊信宅主)에 봉해졌다.

### 혼인 이후
1428년(세종 10년), 세종과 소헌왕후의 둘째 딸인 정의공주(貞懿公主)와 혼인하였고 죽성군(竹城君)에 책봉되었다.
1432년(세종 14년) 연창군(延昌君)에 봉해졌고, 1450년(문종 원년), 왕의 부마의 작호를 '위(尉)'로 개칭하면서 연창위(延昌尉)에 봉해졌다.
1442년(세종 24년), 숭록대부(崇祿大夫)로 승진하였으며, 1444년(세종 26년) 광덕대부(光德大夫)가 되었다.
계유정난에 세조를 지지하여 1453년(단종 원년) 11월에 성록대부(成祿大夫)에 가자되었다. 세조 즉위 이후 왕실의 지척으로 대우받으며 각종 왕실 모임과 연회에 참석하였다.
1457년(세조 3년) 정월에 수록대부(綏祿大夫)에 오르고 8월에는 원종공신(原從功臣)의 녹권(錄券)을 하사받으면서, 아버지 안망지는 우의정에 추증되고 어머니 허씨는 정경대부인에 봉해졌다.
1462년(세조 8년) 3월, 안맹담의 여종인 양의장(良衣莊)과 양의장의 어머니인 삼월(三月)이 안맹담을 해치려고 도모하다가 발각되어 국문을 받고 처형되는 일이 발생하기도 하였다.

### 사망
안맹담은 술마시기를 좋아했으며 이로 인해 병을 얻어 1462년(세조 8년) 12월 25일, 사망하였다. 시호는 양효(良孝)이다.
 
연창위(延昌尉) 안맹담이 졸(卒)하니, 이틀 동안 조회를 열지 않고
쌀과 콩 아울러 90석, 정포 70필, 종이 2백 권을 부의하였다.
시호는 양효(良孝)라 하였으니,
온량(溫良)하고 즐기기를 좋아한 것을 양(良)이라 하고
자혜(慈惠)하고 어버이를 사랑으로 섬긴 것을 효(孝)라 한다.
안맹담은 세종(世宗)의 딸 정의공주(貞懿公主)에게 장가들어
죽성군(竹城君)으로 봉하였고 뒤에 연창군(延昌君)으로 고쳤다.
술을 좋아하여 병이 들자 조알(朝謁, 조정에 문안 인사)을 끊었다.
상(세종)이 일찍이 안맹담의 음객(飮客, 술 친구)을 불러서,
‘연창군이 누구와 더불어 술을 마시기를 숭상하느냐?’ 하고 물으니,
음객이 듣고 두려워하여 다시 가지 아니하였다.— 《세조실록》 29권,
세조 8년(1462년 명 천순(天順) 6년) 12월 25일 (을유)

세조는 안맹담의 죽음을 슬퍼하며 조회를 폐하고 친히 제문을 지었다.
| “ | 齠齕同遊痛貫衷曲 어릴 적부터 함께 교유하였기에 애통함이 마음에 간절히 사무친다. | ” |
|   | — 세조의 치제문 中                                                              |   |

1463년(세조 9년) 2월 25일, 양주 도봉산 해촌동의 묘원에 장사지냈다. 안맹담의 관을 땅에 묻을 때 정의공주가 목놓아 울며 크게 슬퍼하였다.

## 일화
- 젊어서부터 술을 좋아하였고 술로 인해 병을 얻어 사망하였다. 세종은 안맹담의 술 친구들을 불러 안맹담이 누구와 술 마시기를 좋아하는지 물었는데, 이에 술 친구들이 겁을 먹고 안맹담과 술을 마시지 않았다.[5]
- 불법(佛法)을 좋아하여 자신의 집에 중 10여명을 데려다놓고 밥을 먹였다. 또 중의 옷을 입고 불경을 읽기도 하였으며, 살생을 싫어하고 양잠도 하지 않았다.[6]
- 첫째 아들인 안여달(安如獺)과 셋째 아들인 안상계(安桑鷄)의 이름은 이들의 외조부인 세종이 직접 지어주었는데, 여달과 상계는 세종이 지어준 어릴적 이름을 어른이 되어서도 개명하지 않고 그대로 사용하였다.
- 세종은 정의공주에게 한강의 저자도(楮子島)와 낙천정(樂天停)을 하사하였는데, 공주는 이후 막내 아들인 안빈세(安貧世)에게 물려주었다. 안빈세가 그 위에 정자를 짓고 화공에게 명하여 그림을 그리게 하니, 한동안 이에 대해 시를 읊은 이가 매우 많았으며, 정인지의 서문이 있다.[7][8]
- 안맹담의 아내인 정의공주는 안맹담의 명복을 빌며 지장보살본원경(地藏菩薩本願經) 상·중·하를 간행하였으며, 보물 제966호로 지정되어있다.[9][10]

## 가족 관계
안맹담과 정의공주 부부는 4남 2녀를 낳았다. 정인지, 한확, 효령대군 등과 이중, 삼중의 혼인관계를 맺었다.
정인지의 아들과 결혼한 장녀 안씨만이 안맹담 생전에 사망하였고, 둘째 아들인 안온천은 안맹담의 상 중에 사망하였다. 셋째 아들인 안상계는 세조의 계유정난에 동조하지 않고 저자도에 은거하였다가 예종 대에 복관하였으며, 넷째 아들인 안빈세는 정의공주가 병들자 세조가 특명을 내려 벼슬을 7계급 올려 동부승지에 임명하였다.
| - 조부 : 안숙로(安淑老, ? ~ 1394) - 조모 : 정부인(貞夫人) 창원 황씨(昌原 黃氏) - 아버지 : 안망지(安望之, ? ~ 1424) - 외조부 : 허신지(許信之) - 외조모 : 남양 홍씨(南陽 洪氏) - 어머니 : 장신택주(莊信宅主) 하양 허씨(河陽 許氏, ? ~ 1459) | - 아내 : 정의공주(貞懿公主, 1415 ~ 1477) - 세종과 소헌왕후의 딸 - 장남 : 안여달(安如獺, 생몰년 미상) - 며느리 : 광주 안씨(廣州 安氏) - 안기(安耆)의 딸 - 손자 : 안원경(安元卿, 1464 ~ ? ) - 손녀 : 죽산 안씨(竹山 安氏) - 선조 비 인목왕후의 고조모 - 차남 : 안온천(安溫泉, 1442 ~ 1463) - 며느리 : 전주 이씨(全州 李氏) - 효령대군의 증손녀이며, 회의도정(懷義都正) 이추(李菆)의 딸 - 손자 : 안방언(安邦彦) - 성종의 5남 회산군의 장인 - 손녀 : 정경부인 안씨(貞敬夫人 安氏, 1459 ~ 1521) - 정상조(鄭尙祖)의 처(妻)이자 선조의 외증조모이다. - 3남 : 안상계(安桑鷄, 1444 ~ 1496) - 며느리 : 순흥 안씨(順興 安氏) - 안훈(安訓)의 딸 - 손자 : 안방열(安邦烈) - 손자 : 안방형(安邦炯, 1465 ~ ? ) - 4남 : 안빈세(安貧世, 1445 ~ 1478) - 며느리 : 성주 이씨(星州 李氏, 1446 ~ 1520) - 이계현(李繼賢)의 딸 - 손자 : 안윤성(安胤誠), 극성(克誠), 처성(處誠), 자성(自誠) (서출) - 장녀 : 죽산 안씨(竹山 安氏, ? ~ 1456) - 사위 : 정광조(鄭光祖, ? ~ 1457) - 정인지의 아들 - 차녀 : 죽산 안씨(竹山 安氏, ? ~ 1492) - 성종의 외숙모 - 사위 : 한치례(韓致禮, 1441 ~ 1499) - 한확의 아들이자 인수대비의 남동생 |

## 같이 보기
- 정의공주
- 세종
- 세조
- 계유정난
- 정인지
- 사방지 : 안맹담의 종(奴)이다.